# 내 사랑 동키호테
"내 사랑 동키호테"는 1989년에 개봉한 대한민국의 영화이며 《아스팔트 위의 동키호테》속편 격인데 여주인공이 최수지에서 이응경으로 바뀌었고 김민종의 비중이 좀 더 늘었지만 전편만큼의 흥행을 기록하지 못했다.
이름부터 이상한 대학생 동키(최재성)와 호테(박중훈)는 둘도 없는 단짝 친구이다. 수험생인 동키의 남동생 종석은 이미 입시를 포기하여 갈등하자, 입시생들의 비관 자살들이 한창 심각한 상황에서 동키는 걱정이 아닐 수 없다. '수면 학습기'라는 잠자면서 공부할 수 있는 기계를 제작하려는 동키는 친구와 선배들의 힘을 빌려 마침내 성공하게 된다. 호테는 제작비를 벌기 위해 친구들을 집에 모아놓고 '보인다 89'라는 옷입은 여자의 나체를 그대로 볼 수 있게하는 투시 망원경을 만들었다며 사기친다. 또 입장료 무료로 미팅 주선을 했다가 나중에 퇴장료를 받아낸다. 그들은 동생 동석을 통해 쿨쿨 머신을 실험, 꼴찌에서 일등으로 도약하지만 친구들의 따돌림을 받는다. 응경을 쫓아 다니던 복태는 호태가 만든 불교교재로 수면 학습을 한 뒤 어느날 갑자기 머리를 깍고 입산 수도의 길에 오른다. 수면 학습기의 엄청난 부작용은 인간성을 상실케하는 결과를 초래하고 동석은 수면 학습기를 거부하며 인간답게 살기를 외친다. 이로 인해 호태는 쿨쿨머신의 개발에 말다툼을 벌이고 결별하지만 동가와 제하의 두터운 우정으로 한바탕 폭소를 동반하며 설득하게 되고 응경, 희연이와 더불어 밝은 내일을 향해 뜨겁게 손을 잡는다.

## 캐스팅
- 최재성 : 동기 역
- 박중훈 : 호태 역
- 진유영 : 제사 역
- 김기승 : 복태 역
- 이응경 : 응경 역
- 김지연 : 희연 역
- 김민종 : 동석 역
- 김응태
- 윤일주
- 장춘원
- 나갑성
- 문미봉
- 방예숙
- 김약욱
- 이장훈
- 박시용
- 김명원
- 박선현
- 김애남
- 박보영
- 김소영
- 백순정
- 강신성일 (특별출연)
- 강남길 (특별출연)